# Финансовая стабильность

Совет по финансовой стабильности — международная организация, отвечающая за разработку и координацию политик по обеспечению финансовой стабильности в странах Группы двадцати.

Финансовая стабильность (англ. financial stability) — характеристика состояния финансовой системы страны или региона.
В 1990-е годы финансовая стабильность определялась как отсутствие финансовых кризисов. Позднее под влиянием общественных дискуссий и событий в глобальной экономике определение финансовой стабильности эволюционировало. К настоящему времени можно говорить о нескольких трактовках термина. Большинство определений содержит несколько общих характеристик:
- финансовая система должна бесперебойно и эффективно выполнять свои функции, в том числе функцию по трансформации сбережений в инвестиции;
- финансовая система обладает устойчивостью к шокам;
- текущее состояние финансовой системы оказывает положительное влияние на нефинансовый сектор экономики.

В ряде публикаций понятие «финансовая стабильность» определяется через категорию «системный риск». Существуют также исследования, в которых финансовая стабильность определяется через термин «финансовая нестабильность». Например, в публикациях ФРС США финансовая нестабильность характеризуется следующими основными особенностями:
- цены финансовых активов существенно отклоняются от фундаментальных значений;
- функционирование финансового рынка в значительной степени нарушено, а доступность кредита ограничена;
- совокупные расходы существенно отклоняются (или могут отклониться) в большую или в меньшую сторону от равновесного уровня.

В обзорах финансовой стабильности центральных банков можно ознакомиться с определениями финансовой стабильности, которых они придерживаются в ходе реализации цели по ее поддержанию. К примеру, Европейский центральный банк в своем первом, опубликованном в 2004 году, "Обзоре финансовой стабильности", определяет финансовую стабильность как состояние, в котором финансовая система, включающая финансовых посредников, рынки и рыночную инфраструктуру, может выдерживать шоки. Описанное состояние требует, чтобы финансовая система обеспечивала эффективное перераспределение финансовых ресурсов от владельцев сбережений к заемщикам, а также адекватную оценку и управление финансовыми рисками. Невыполнение перечисленных требований окажет негативное влияние на стабильность финансовой системы и на экономическую стабильность в целом.
Многообразие определений финансовой стабильности усложняет количественную оценку данной характеристики финансовой системы. В отличие от ценовой стабильности, финансовую стабильность сложно оценить с помощью одного показателя. По этой причине для оценки системных рисков часто используют несколько показателей финансового состояния и устойчивости финансовых институтов и их контрагентов из нефинансового сектора экономики и сектора домашних хозяйств. 
МВФ для оценки системных рисков в странах использует показатели финансовой устойчивости (financial soundness indicators), среди них: показатель достаточности собственных средств (капитала) банков, доля проблемных и безнадежных ссуд в общем объеме банковских кредитов, рентабельность банковских активов, рентабельность капитала банков. Банк России имеет также свой индикатор рисков российского финансового рынка.
Необходимым условием стабильности финансовой системы является ее эффективность как результат конкуренции участников системы. Между тем усиление конкуренции между участниками финансовой системы может привести к снижению их прибыльности и к увеличению желаний принимать на себя повышенные риски в поисках дополнительной прибыли. 
Инструменты денежно-кредитной политики на различных временных интервалах могут по-разному влиять на состояние финансовой системы. Поддерживая состояние финансовой стабильности в краткосрочном периоде, система страхования депозитов в банках или рефинансирование центральным банком коммерческих банков может ограничивать дисциплинирующую роль рыночной конкуренции, побуждая участников финансовой системы к моральному риску в будущем (англ. moral hazard) и увеличивая системный риск финансового сектора. 
Ответственность за достижение финансовой стабильности на государственном уровне, как правило, закреплена за центральным банком. В ряде случаев функция также может быть возложена на мегарегулятор или межведомственный совет (комитет) по финансовой стабильности, в который могут входить представители центрального банка, министерства финансов, а также ведомства, ответственного за микропруденциальное регулирование и надзор за банковскими и небанковскими финансовыми посредниками. 
На международном уровне ведущую роль в оценке и мониторинге рисков глобальной финансовой стабильности играют МВФ и Совет по финансовой стабильности, созданный странами «Группы 20» на Лондонском саммите в апреле 2009 году на базе существовавшего с 1999 года Форума финансовой стабильности.